# Rachid ben Mohammed Al Maktoum
Pour les articles homonymes, voir Al Maktoum (homonymie).
Titre
Prince héritier de l'émirat de Dubaï
5 janvier 2006 – 1er février 2008
(2 ans et 27 jours)
Cheikh Rachid ben Mohammed Al Maktoum (en arabe : الشيخ راشد بن محمد آل مكتوم), né le 12 novembre 1981 à Dubaï et mort le 18 septembre 2015 dans cette même ville, est le fils aîné de Mohammed ben Rachid Al Maktoum, actuel émir de Dubaï, premier ministre, vice-précisent et ministre de la défense des Émirats arabes unis. Ecarté de la succession en 2008 au profit de son frère cadet Hamdane ben Mohammed Al Maktoum, ce prince de la dynastie Al Maktoum décède d'une crise cardiaque alors qu'il est âgé de 33 ans.

## Jeunesse et éducation
Fils aîné de Mohammed ben Rachid Al Maktoum et de sa première épouse Sheikha Hind bint Maktoum bin Juma al Maktoum, Rachid réalise sa scolarité à Dubaï. 
Rachid ben Mohammed Al Maktoum étudie au sein de la célèbre académie royale militaire de Sandhurst, de laquelle il sort diplômé en 2002.

## Vie personnelle

### Vie sportive
Rachid ben Mohammed est un supporter du club de football anglais Manchester United. Il est également un sportif de haut niveau, passionné d'équitation, ayant remporté deux médailles d'or lors des Jeux asiatiques de 2006.
De 2008 à 2012, il officie à la présidence du Comité olympique national des Emirats arabes unis.

### Affaires
Homme d'affaires aux sens des affaires aiguisé, Rachid ben Mohammed était notamment le propriétaire des écuries Zabeel. Il a également lancé le fonds d'investissement United Holdings Group Dubai.

## Décès et hommages
Le 14 ou le 18 septembre 2015,,, il meurt d'une crise cardiaque à Dubaï. D'autres sources (notamment des témoins oculaires) indiquent qu'il aurait été tué le 19 septembre 2015 par des tirs d'artillerie des Houthis dans le très disputé gouvernorat de Ma'rib au nord du Yémen, en proie à une violente guerre civile dans laquelle les Émirats sont directement impliqués. 
Trois jours de deuil national sont décrétés dans l'ensemble du pays par le président Cheikh Khalifa ben Zayed al Nahyane. L'ensemble des institutions des émirats sont en deuil. Les dirigeants de nombreux pays, notamment le roi saoudien Salmane ben Abdelaziz Al Saoud ou le président égyptien Abdel Fattah al-Sissi, présentent également leurs condoléances à l'émir de Dubaï à la suite de l'annonce du décès de son fils.
Immédiatement après la salat de maghrib du 19 septembre 2015 se tient la prière funéraire, dirigée par le père du défunt, cheikh Mohammed ben Rachid Al Maktoum, au sein de la mosquée Zabil à Dubaï.
Rachid ben Mohammed Al Maktoum repose au cimetière Oumm Houraïr (en)  dans le quartier de Bur Dubaï.